# 黎胥留號戰列艦
黎塞留号战列舰（法語：Richelieu）是黎塞留级战列舰的首舰，该级别也是法国建造的最后一级战列舰，同時也是世界首艘1922年華盛頓海軍條約後建造的現代戰艦，整體設計類似於敦刻尔克级战列舰放大版。本艦以法国第一任首相紅衣主教黎塞留命名，于1935年在布雷斯特动工，該艦建造目的主要是為了對抗義大利维托里奥·维内托级战列舰，並是法國首艘標準排水量達35,000噸的作戰船艦，其前甲板以超射布局装设2座四联装380毫米主炮砲塔，后甲板则不设主炮，取而代之是以品字形排列的3座三联装152毫米副炮。在裝甲與水下保護，堪稱是當時當代水準，只略遜於日本大和级战列舰。然而在防空上，該艦防空砲砲塔較少，並且只有光學射控系統。在航速上，試運行時其航速比歐洲同世代的戰艦還要快一些，並優於當時美國的高速戰艦。
1940年6月，第二次世界大战爆发时黎塞留号在布雷斯特基本建成，完工时舰上的主要设备已安装完毕，但都未经过调试。1940年6月15日，英法聯軍在陸上遭到嚴重打擊，為避免被德軍捕獲，黎塞留号离开布雷斯特船塢，並朝法屬西非达喀尔前進。6月18日，黎希留號抵达塞内加尔首都达喀尔，並加入維希法國一方。在1940年達喀爾戰役期間，黎希留號成功阻止英軍與自由法國的入侵。1943年火炬行動後，黎希留號归入盟军指挥下，並開往美國紐約布魯克林造船廠進行整修。1944年到1945年期間，黎希留號前往印度洋與英國皇家海軍會合，並歸入英國遠東艦隊指揮。1945年，黎希留號回歸法軍，並抵達法屬印度支那。黎希留號最後服役至1960年代。

## 建造背景
法國海軍在一次世界大戰後，在1932年起開始建造新一代主力艦敦刻尔克级战列舰，該艦主要針對德國海軍在1929年批准建造的袖珍戰艦德國號。除德國號外，德國海軍還計畫建造2艘與德國號同型的舍爾海軍上將號與施佩伯爵海军上将号，這些軍艦的火砲都超越當時重巡洋艦規格。在當時只有英國皇家海軍的胡德号與声望级2艘戰鬥巡洋艦可與德國的新一代軍艦匹敵。
敦刻爾克號標準排水量為26,500噸，配備8門330公釐50倍徑1931年式主砲，最高航速29.5節（54.6每小時；33.9英里每小時），裝甲可抵擋德國號280毫米主砲。當時因為受到華盛頓海軍條約，主力艦單艦標準排水量不得超過35,000噸，主炮口徑不得超過406毫米；而在1926年到1932年期間，由英國人領導的國際聯盟也致力於要各簽約國遵守條約，法國海軍為了遵守條約，於是在1920年代建造體積較小，裝甲較薄的敦刻尔克级。
1934年2月，德國海軍準備批准建造2艘新軍艦，原先宣布這2艘艦屬德國级，然而1935年在希特勒公開違反凡爾賽條約後，於簽訂英德海軍協定前，這2艘新軍艦在5月至6月間安置龍骨。這些新軍艦隨後歸為沙恩霍斯特级的沙恩霍斯特號與格奈森瑙號，兩艘艦屬高速戰艦，標準排水量達31,800噸，其性能超越敦刻尔克级，裝甲防護也比敦刻尔克级還要好，主砲配置增至9門，不過仍然延用德國號的280毫米主砲。義大利方面也認為敦刻尔克级的出現，改變了西地中海海軍勢力的平衡，因而在1934年宣布準備建造2艘35,000噸，配備380毫米50倍口徑1934年式主炮的戰艦來制衡。為了因應新情勢，法國海軍在1934年7月24日開始建造敦刻尔克级二號艦史特拉斯堡號，並準備計畫建造35,000噸戰艦。
1934年7月24日，法國海軍部設備部門海军最高委员会公布新戰艦預定規格，
- 排水量：標準排水量35,000噸。
- 主要武器：8至9門380/406公釐口徑主炮。
- 次要武器：能夠同時兼具對水面目標與遠距離防空火力。
- 速度：29.5至30節。
- 防護：主裝甲帶360公釐厚、上層甲板160公釐厚、下層甲板40公釐厚、水下保護同敦刻爾克級。

13個月後，法國海军技术与建造局（Service Technique des Constructions Navales，S.T.C.N.）確立建造項目。8月14日，建造項目提交給給相關部門審核，8月31日批准該建造案。1935年10月22日開始放置龍骨，並命名該艦為黎希留。至此，法國當局該思考的只有是否該主動違背華盛頓海軍條約與倫敦海軍條約的限制總噸位限制，以便建造新戰艦。
然而，英國與德國在1935年6月18日簽屬英德海軍協定，約定德國海軍艦艇總噸位不超過華盛頓海軍條約和倫敦海軍條約所規定英國海軍艦艇總噸位的35%，這等同於同意解除凡爾賽和約中對德國海軍軍備的限制，若繼續遵守華盛頓海軍條約與倫敦海軍條約，日後法國海軍將無以抗衡德國與義大利；但是法國當局仍認為，敦刻爾克級仍可對抗德國的沙恩霍斯特级；而要制衡義大利的利托里奥号與維托里奧·維內托號就只有黎希留級。

## 性能概況
|  |

性能
計畫標準排水量：35,000噸
船體尺寸
船長：245（804英尺）
船寬：33（108英尺）
吃水深度：9.6（31英尺）
時任法國海軍參謀長的喬治·迪朗-維爾（Georges Durand-Viel）海軍上將對於黎希留級與前一型敦刻爾克級的承接關係非常關注。為了減少因設計與建造上的時間延誤，並且維持目前法國海軍作戰集團戰術，黎希留級的主砲與副砲擺置幾乎預計以敦刻爾克級為參考目標。

### 武器裝備

1943年於美國改裝 (船)後，黎希留號主砲 (海軍)砲塔與20 mm防空用厄利孔20毫米機炮的前甲板設置。

黎希留號的兩座主炮砲塔是敦刻爾克級的放大版，使用總重2,476-公噸（2,437-長噸）1936年型四聯裝砲塔，由聖尚翁製造廠製造，比接近 1,000公噸（984長噸）重的敦刻爾克級四聯裝砲塔與維托里奧·維內托級三聯裝砲塔還要重。
黎希留號上的380公釐主砲每座重達110公噸（108長噸），與當時同口徑主砲相比較重一些。
該艦主砲使用380（15英寸）口徑被帽半穿甲弹（在法國登記為Obus de Perforation ，OPf），該砲彈是以敦刻爾克級使用的330（13英寸）口徑1935式穿甲弹進一步研發而來。380（15英寸）口徑砲彈長1.905（6.25英尺），重884（1,949磅），與美國麻薩諸塞號戰艦406（16.0英寸）口徑穿甲弹相比下較輕（1,224（2,698磅）），該艦曾在1942年卡薩布蘭卡海戰與黎希留級二號艦讓·巴爾號交火過；與英國巴勒姆號戰艦及決心號戰艦BL 15英吋 Mark I主砲所使用的砲彈較輕（875（1,929磅）） ，兩艘艦皆參加過1940年達喀爾戰役，並與黎希留號交火過，而兩艦造成的損傷卻比黎希留輕。
1935式穿甲彈的彈頭與引信有設置彈頭染色裝置，以便在擊中目標時標記著彈點。最初，沒有380（15英寸）口徑高爆彈可供黎希留號使用。

1943年8月14日時黎希留號的後甲板武器配置，設有波佛斯40 mm口徑四聯裝砲架，萊茵金屬防空系統公司20 mm口徑防空炮。原艦載機設施（圖片偏上方處），厄利孔20 mm口徑二聯裝砲架設置在152 mm副砲砲塔頂上。

法國海軍在1930年代開發高平兩用砲管科技，並用於戰艦上。7年後，為了克服缺點，使用130（5.1英寸）口徑與152（6.0英寸）口徑高平兩用副砲、37（1.5英寸）口徑雙管防空炮上，副炮俯仰機構設計成低射角， 再次一級的火砲俯仰機構設計成高射角，這種戰艦上的新設計在當時德國與義大利海軍皆有使用。
在早期設計中，副砲預計使用130（5.1英寸）口徑火炮，並設置在五聯裝高平兩用砲塔，此概念延伸自前一型敦刻爾克級，不過敦刻爾克級使用的是兩座四聯裝砲塔。由於水面上的魚雷攻擊被認為比飛機攻擊更危險，反艦中的砲塔需要更重的火炮。
1935年4月，法國海軍部決定升級敦刻爾克級的130（5.1英寸）口徑火炮砲塔，使用五座152（6.0英寸）口徑高平兩用炮管炮座在黎希留號上。152（6.0英寸）口徑1936年式火砲裝在三聯裝高平兩用炮管砲塔中，其研發自拉·加利索尼埃級埃米爾·貝爾坦號所使用的152（6.0英寸）口徑1930年式低射角砲塔。152公釐口徑火砲經常與德國15（5.9英寸）口徑SK C/36砲塔，或是義大利152（6.0英寸）口徑1934年式與1936年式三聯裝砲塔相比較。然而在防空上，152（6.0英寸）口徑1936年式砲塔有著構造過於複雜、結構較脆弱、以及砲塔過重等缺點，在上升砲管時，其裝置容易在高於45°的高度處卡住。
在防空上，黎希留號參照敦刻爾克級的近距離防空武器，法國海軍在預計使用自動化版本（37（1.5英寸）口徑1935年式ACAD）的37（1.5英寸）口徑半自動化雙連裝防空炮塔（1933年式CAD），其射速預計可達120rpm或以上。然而直到1940年11月，該武器無法在黎希留號完工前準時安裝在戰艦上。
為了加強防空能力，黎希留號的防空炮設置被大幅修改。原預計設置在船身的152（6.0英寸）口徑炮塔被取代為12座100（3.9英寸）45倍徑1930年式防空砲與6座100（3.9英寸）口徑1931年式CAD雙聯裝防空機槍，該類型防空武器曾設置在阿爾及利亞號巡洋艦上。100（3.9英寸）口徑1931年式CAD雙聯裝防空機槍是高平兩用炮管類型，這些防空機槍是黎希留號在1943年改裝前唯一可靠的武器，這是由於380公釐主砲只有過時的光學射控系統，而152公釐副砲缺乏防空射控系統。
為了更完善地防空系統，6到8座的13.2（0.52英寸）霍奇克斯M1929重機槍裝設在前船樓和後船樓的上方平台上。

### 裝甲防護
黎希留號的裝甲重量為16,045公噸（15,792長噸），為總重的39.2%；在常規排水量為40,927公噸（40,281長噸），此時搭載燃料重2,905公噸（2,859長噸），為滿載時的一半。
以下為黎希留號裝甲厚度資訊：
- 裝甲帶傾斜（英语：sloped armour）15°24'，共327（12.9英寸）厚。前水密隔艙與後水密隔艙裝甲共233（9.2英寸）厚。前水密隔艙的第一與第二平台甲板之間裝甲更加厚至355（14.0英寸）。
- 上層甲板部分，位於機械設備上方的裝甲厚度為150（5.9英寸），在主砲彈藥庫則加厚至170（6.7英寸）。下層甲板厚約40（1.6英寸），為了加強保護船體前半部，延伸到船骨的裝甲厚度增至233（9.2英寸）。

- 主砲塔炮座以405（15.9英寸）厚的裝甲保護 ；砲塔正面傾斜30°，以430（17英寸）厚的裝甲保護 ；砲塔頂部裝甲厚170（6.7英寸）到195（7.7英寸）之間；第一座砲塔後壁的裝甲厚270（11英寸）；第二座砲塔後壁的裝甲厚260（10英寸）。

水下防護設計方面，黎希留號參照敦克爾克號，採用三明治防雷隔間、輕型水密隔艙、在隔間之間填充水或是泡沫橡膠等物質、多重內浮力隔艙等設施吸收來襲魚雷的爆炸力，這些隔艙最大寬度為7（23英尺）。與敦克爾克號相比，其隔艙寬度減少約0.5（1.6英尺），這是因為黎希留號要容納三個鍋爐並排在鍋爐房內。
然而面對魚雷時，防護再強的戰艦仍有致命的弱點，例如1940年7月8日黎希留號在達喀爾遭魚雷擊毀傳動軸，或是1941年5月俾斯麥號遭魚雷擊毀船舵等。

### 推進系統
黎希留號的設計受到許多限制，包括必須能支撐4座380（15英寸）炮座的33（108英尺）船寬，船體長因海軍造船船塢而限制在245（804英尺），因而黎希留號船體長與寬比為7.3比1。法國海軍部要求黎希留號推進系統必須產生150,000匹軸馬力（110,000千瓦特），並能達到30節（56每小時；35英里每小時）航速。該推進系統是當時安裝在戰艦最大機械功率的系統，之後只有美國愛荷華級超越它。
黎希留號上的推進系統由6具英德萊特蒸氣鍋爐與4具帕森齒輪傳動汽輪機組成。這些蒸氣鍋爐屬增壓鍋爐，以27 kg/cm²（384 psi）壓力及350℃（662°F）下操作，但在強壓循環和燃燒壓力下，導致每立方公尺的蒸汽產量超過傳統鍋爐（14.4 kg/m³）。其尺寸為6.30（20.7英尺）長、4.65（15.3英尺）高、4.50（14.8英尺）寬，與敦克爾克級（長5.33（17.5英尺）、高5.34（17.5英尺）、寬6.50（21.3英尺））相比，黎希留號鍋爐相對較大。然而，因為黎希留號船寬大於2公尺，可在兩個鍋爐房中並排安裝三個鍋爐，取代敦克爾克級在三個鍋爐房中安裝方案。
在和平時期，黎希留號最大燃料載荷量為5,866公噸（5,773長噸），但在戰時為了將水下保護系統發揮到最大效率，最大燃料載荷量減為4,700公噸（4,600長噸），這是由於過多的液體會在裝載艙艙壁上產生額外地壓力，進而降低吸收爆炸壓力的效果。在續航能力方面，黎希留號在16節（30每小時；18英里每小時）下，其續航半徑達9,850海里（18,240；11,340英里），在20節（37每小時；23英里每小時）達8,250海里（15,280；9,490英里），若航速達30節（56每小時；35英里每小時），其續航半徑會降至3,450海里（6,390；3,970英里）。
在1940年4月船速測試時，黎希留號在接近42,000公噸（41,000長噸）排水量下，穩定地以123,000匹馬力持續維持30節航速。在6月13日最大船速測試時，黎希留號在43,800公噸（43,100長噸）排水量下，以155,000匹馬力維持32節航速達3個半小時，並在輸出179,000匹馬力時可達到32.68節（60.52每小時；37.61英里每小時）節航速。

## 服役歷程

### 法國第三共和時期
1935年10月，黎希留號於布雷斯特海軍造船廠放置龍骨，並在1939年1月17日下水。因為造船廠內的船塢只有200公尺長，所以該艦的43公尺船首與8公尺船尾在其他地方建造，之後再運來船塢組裝。從放置龍骨到下水，黎希留號的建造工程共花費39個月之久，比史特拉斯堡號（25個月）、喬治五世號（26個月）、威爾斯親王號戰艦（29個月）、維托里奧·維內托號（33個月）、利托里奥号（34個月）還要費時。
由於法國國內在1936年嚴峻地社會氣氛，加上英國政府要求法國遵守1922年華盛頓海軍條約與1930年倫敦海軍條約，為等待條約至1937年1月1日失效，導致黎希留號建造時程長期延宕。
1940年1月，在黎希留號下水1年後，380公釐主砲終於安置在艦上；1940年4月，前三座100公釐防空砲與右舷艦載機彈射器安置在船上。首次船速測試同時於1940年4月執行，在1小時測試時間內，黎希留號穩定地以123,000匹馬力持續維持30節航速。同年4月底至5月初，所有100公釐防空砲砲塔皆安置在黎希留號上，並加裝適合380公釐主砲與152公釐副砲的設控系統。
在6月13日最大船速測試時，黎希留號以155,000匹馬力維持32節航速達3個半小時，並在輸出175,000匹馬力時可達到32.6節航速。在6月14日火力測試期間，黎希留號每座380公釐主砲與100公釐防空砲各發射6發砲彈，測試中狀況良好，但是主砲在補充砲彈與裝填火藥粉時需費時四分之一小時，因而其裝填系統受到關注。
6月15日，黎希留號歸入法國海軍西方艦隊指揮下，西方艦隊總司令让·德·拉波尔德收到命令要將黎希留號移往克萊德河避難。然而在6月18日早晨，這項命令改成前往法屬殖民地，協助當地法軍撤軍。因德軍在法國北部迅速推進，黎希留號在6月18日駛離布雷斯特，並在驅逐艦暴躁號（Fougueux）與投石號（Frondeur）護衛下，駛往法屬西非殖民地首府達喀爾。黎希留號離開法國時帶著250發主砲砲彈，但是艦上的火藥存量只夠發射48發，並且未裝載152公釐火砲砲彈。在6月20日經國葡萄牙聖文森角時，護衛任務改由驅逐艦鈍劍號（Fleuret）執行。艦隊最後在6月23日抵達達喀爾。

### 維希法國時期

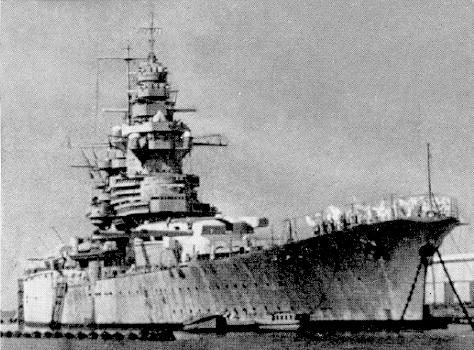
1941年，黎希留號停靠在達喀爾。艦上前方上層建築有著三座射控系統指向器，在第二座主砲外觀還有代表中立的三色帶。

1940年6月末，法屬西非總督萊昂·凱拉與法屬西非海軍總司令普朗頌（Plançon）海軍少將傾向加入英國陣營，繼續對抗德國。此時英國競技神號航空母艦也同時達喀爾港內。此時法國正與納粹德國簽署法德停戰協定，黎希留號艦長馬爾津（Marzin）收到海軍上將達爾朗的指示，要求黎希留號留在維希法國旗下，若不接受就得逃到美國避難，但馬爾津認為逃亡美國是英國的陷阱。由於馬爾津與凱拉的意見相左，因而決定將黎希留號駛離達喀爾，並準備前往卡薩布蘭卡。6月25日，驅逐艦鈍劍號（Fleuret）與黎希留號會合，而普朗頌也向卡薩布蘭卡海軍駐軍單位通知黎希留號與鈍劍號兩艦駛離達喀爾，準備前往卡薩布蘭卡。
英國海軍部得知黎希留號的意圖後，擔心該艦回到維希法國指揮，立刻要求胡德號巡洋艦與皇家方舟號航空母艦兩艦立刻駛離直布羅陀，並預定在加那利群島海域準備攔截黎希留號。法國海軍部收到英軍動向後，擔心黎希留號可能會被英國強行扣留，因而立刻要馬爾津將黎希留號開回達喀爾，馬爾津收到命令後便在6月27日將黎希留號駛回達喀爾，然而英國多塞特郡號巡洋艦尾隨在黎希留號後方，而競技神號已經駛離達喀爾。為了避免凱比爾港海戰重演，黎希留號停留在外海處，避免在港內遭到英國空軍擊沉而堵塞港口。馬爾津進一步將一些英國籍貨船扣留，並強制將這些貨船停靠在黎希留號兩旁，這是為了主要保護港口以及戰艦，避免從東北方來的飛機從空中進行魚雷攻擊。

#### 英國空襲：1940年7月8日

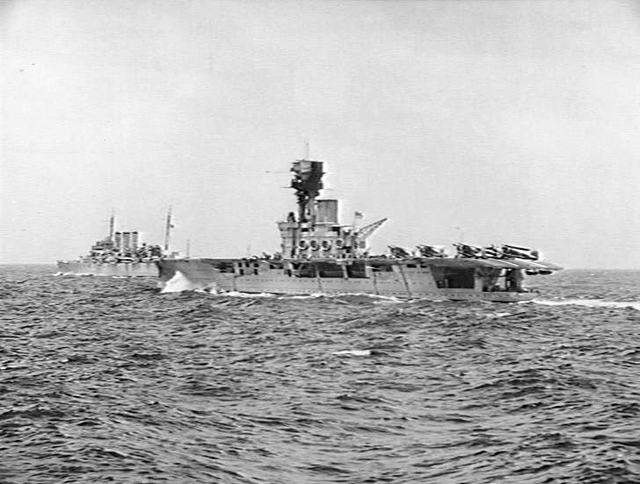
1940年7月7日，競技神號準備派遣飛機，投射魚雷攻擊黎希留號，多塞特郡號在其後方。

1940年7月7日，在凱比爾港海戰6天後，競技神號艦長理查·奧斯洛（Richard Onslow）照凱比爾港海戰前模式，向達喀爾發送最後通牒，由米爾福德號艦上無線電發送。法國當局沒有理會該通牒，但也知道英國不是虛張聲勢，馬爾津隨後決定準備對競技神號與多塞特郡號交戰。當日夜間，英國突擊隊中尉指揮官布里斯托（Bristowe）帶一小隊，搭乘快速機動小船潛入達喀爾港內，並在黎希留號船尾放置深水炸彈，但炸彈沒有引爆。雖然如此，布里斯托然因這次行動獲得傑出服務勳章。
在英國夏令時5點整時，由6架劍魚式魚雷轟炸機組成的第814艦載航空中隊在中尉指揮官盧阿德（Luard）帶領下，開始襲擊黎希留號，此時黎希留號與布干維爾號兩艦的防空火炮嘗試阻止這波攻擊。一枚魚雷在黎希留號右舷四分之一處爆炸，雖然英國人在報告中表示他們的飛機在是攻擊船艦靠近港口一側。具有磁性彈頭的魚雷可能在爆炸前就從龍骨下方通過， 或實際上飛機是朝右舷攻擊。該魚雷爆炸對黎希留號造成嚴重傷害，推測這是由於船艦停泊在淺水海域，而魚雷在黎希留號龍骨下方不足五公尺深的水域爆炸所致。此外，也有可能是魚雷的爆炸造成連鎖效應，引爆前一晚布置在船尾處的深水炸彈所致。
黎希留號上的防空炮，試圖追蹤並攻擊飛機。魚雷的爆炸導致黎希留號主舵發電機伺服機構完全無法使用，渦輪發電機嚴重晃動，右舷軸嚴重損壞，外側軸變形，內側軸則被堵住。爆炸還對船體造成一9.3（31英尺）長和8.5（28英尺）高的裂口，使後裝甲艙壁之後的艙室迅速淹沒，所以導致核心裝甲區透過輸電系統不在是水密狀態。
7月9日，奧斯洛向普朗頌發送無線電，向普朗頌表達他真誠地希望前天的行動沒有殺死或傷害任何法國人員。事實上，確實沒有任何法國人員受傷。
黎希留號後來迅速地移動至港內，但使用泵抽水開始出現一些困難。操作強而有力的水泵在當時不容易獲得，然而達喀爾沒有適合黎希留號的旱塢排水。
維希法國法國隨後派遣德拉保德（de Laborde）海軍上將前去探查損壞狀況，德拉保德在1940年7月14日抵達達喀爾。3天後，因凱拉與普朗頌親英，因而被調離職位，凱拉最後被調往馬達加斯加。法屬赤道非洲總督皮埃尔·布瓦松隨後接替之，並同時掌管法屬西非與法屬赤道非洲。普朗頌的職位先由普拉頌（Platon）海軍准將代理，並在8月17日由朗德里奥（Landriau）海軍准將取代。

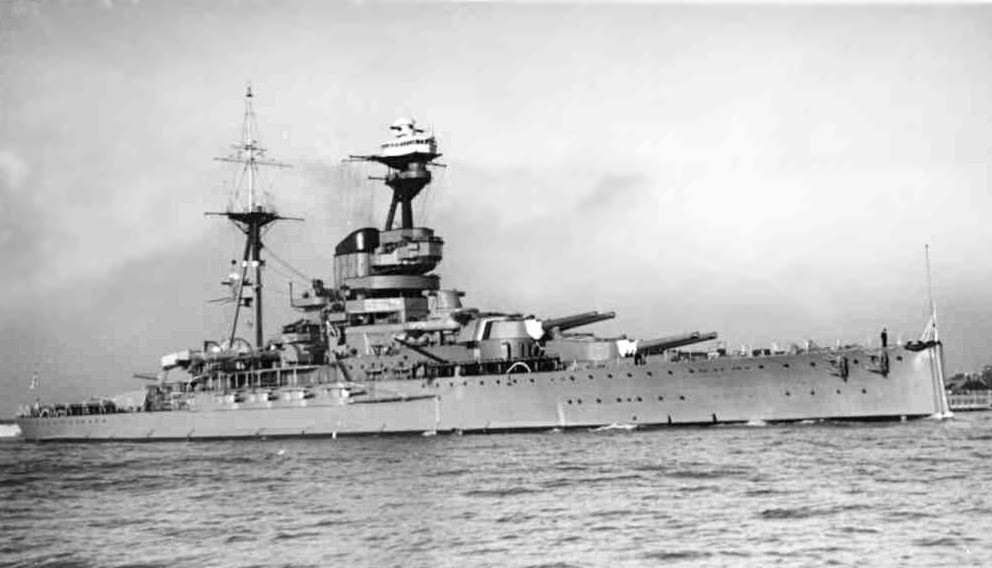
決心號戰艦曾在1940年7月參與凱比爾港海戰，並在9月參與威嚇行動。

#### 達喀爾戰役：1940年9月23日–25日
修復黎希留號的工程在1940年7月到8月間進行，主要目標是控制進水、修理船體、確保主砲塔能夠盡快有效地發動攻擊。為了修補船體的缺口，於1940年9月初使用11.5平方（124平方英尺）大的泡沫墊及鋼索固定在缺口上。達喀爾船舶建造局（Dakar Direction des Constructions Navales，Dakar D.C.N.）後來更建造一鋼製圍堰，並在10月開始放置，以便將剩餘的積水從船內排出。
黎希留號第1座380公釐主砲被移至維德角半島最南端曼紐爾角（Cape Manuel）海岸防禦工事上。只有第2座380公釐主砲與第7座152公釐副砲可以使用，而後者僅只能用於反艦任務，而裝置在152公釐副砲的防空射控系統沒有使用過。由於黎希留號離開布雷斯特時只有帶198組SD21火藥粉末，為了補足缺口，只好動用原使用於史特拉斯堡號330公釐主砲上的800組SD19火藥粉末（兩者化學成分同樣都是64-65%硝化纖維、25%硝化甘油和7-8%中定劑; 然而兩者的火藥粒大小存在差別: SD19是比較小的外徑14mm，內徑4mm，燃燒時間和效率的差別導致該艦使用主砲時埋下隱憂）存貨，其中600組用於380公釐主砲上。
1940年7月末，自由法國已經控制法屬赤道非洲4個主要殖民地中的3個，分別為法屬剛果、烏班吉沙立、查德，當時只剩喀麥隆還未倒戈。隨後，溫斯頓·丘吉爾和戴高樂決定組織威嚇行動，以類似手法控制法屬西非。1940年8月26日，由運兵船運送8,000多名英國人員組成部隊以及英國數艘巡洋艦組成的M艦隊（M代表威嚇的英文Menace），護送自由法國的飛機與小船離開利物浦，並在中途與從直布羅陀前來的兩艘戰艦與皇家方舟號航空母艦會合，然後轉向獅子山自由城航向。
同一時間，維希法國獲得德國停戰委員會授權，由3艘7,600噸輕巡洋艦組成的第4巡洋艦隊，以及由3艘大型驅逐艦組成的Y艦隊，在布拉盖（Bourragué）海軍准將帶領下，於1940年9月9日從法國土倫送往加彭自由市。布拉盖的艦隊隨後在幾內亞灣被英國巡洋艦攔截，英國試圖將其艦隊趕往卡薩布蘭卡，但布拉盖帶著旗艦喬治·雷古斯號與蒙卡爾姆號2艘巡洋艦於9月19日到達喀爾避難。9月21日，前法國海軍的急襲艦隊第一輕型中隊指揮官拉克鲁瓦（Lacroix）海軍中將隨後前往達喀爾取代布拉盖的職務。
1940年9月23日，自由法國的部隊在無英國人隨扈下前往達喀爾，該部隊試圖在達喀爾東南方25（16英里）處的呂菲斯克一帶登陸，然而抵達時立刻爆發槍戰。在接下來兩天，停靠在達喀爾港內的黎希留號，接連遭受巴漢姆號與決心號的BL 15英吋 Mark I艦砲射擊，另外還遭到皇家方舟號的轟炸機轟炸，然而黎希留號只受到輕微損壞。
9月24日，黎希留號以380（15英寸）主砲還擊，但因為砲彈過早爆炸，導致第2號砲塔的三座砲管嚴重損壞，這可能是第一次使用SD19火藥粉末所致。然而，由龐芬特尼奧海軍上將的損害調查報告中指出，因砲彈底座而造成爆炸是一種誤解，真正原因是建基於主砲砲彈設計問題以及裝填手處理發射藥比例不當。9月25日，馬爾津下令重新使用第一座380公釐主砲，並向巴漢姆號發射20輪主砲，但沒有造成任何損傷，也沒發生任何意外事故。之後因可畏級潛艦貝弗濟耶號擊傷決心號，M艦隊才先行撤退。

#### 1940年10月至1943年1月
1940年10月，船體修復工程再次進行，先前使用泡沫墊修補裂縫沒有效果，而類似壓載艙的圍堰在12月中旬之前也沒有設置。船體裂口在2月28日先密封，損壞的砲塔因德國停戰委員會阻撓而無法修復。達克爾的船塢能力只能用水上起重機拆卸右舷的中央螺旋槳，無法修復內側軸則被堵住的損壞。為補強防空能力，艦上加裝白朗寧13.2公釐口徑重機槍與4座雙聯裝37公釐口徑1933年式CAD機槍，這些武器部分來自於受損的大膽號驅逐艦，然而152公釐副砲仍無法朝空中目標射擊。
1941年2月24日，德拉蒙（Deramond）接替馬爾津的職務，成為新任黎希留號艦長。1941年4月24日，黎希留號能使用其中3組發動機，航速可達14節（26每小時；16英里每小時）。
1941年4月，黎希留號成為首艘安裝法國早期雷達的戰艦，其被稱為电磁探测器（Détecteur Electro-Magnétique，D.E.M.），該裝置是由可怖號驅逐艦於1940年11月從法國本土海運過來的。雷達工作範圍在2公尺波長，兩座發射天線安裝於前船樓，兩座接收天線則安裝於後船樓上。雷達的偵測範圍為80（50英里）時，可偵測1,500（4,900英尺）範圍內的敵機，偵測範圍為50（31英里）時則可偵測1,000（3,300英尺）範圍內的敵機，以及10至20（6.2至12.4英里）範圍內的敵艦。1941年7月，從布雷斯特來的E4中隊將3架羅爾130水上飛機運送至達喀爾，這讓黎希留號上的彈射器可以在10月時進行測試。
1942年11月，同盟國開始執行火炬行動，由英美為首的聯軍成功地在卡薩布蘭卡、奧蘭及阿爾及爾登陸，在摩洛哥、阿爾及利亞、突尼西亞的維希法國勢力逐步倒戈到同盟國陣營下。1942年12月，藉由總督布瓦松與美國駐達喀爾領事館有良好地關係，雙方會談後同意將法屬西非勢力歸入倒戈至盟國的海軍上將達爾朗指揮之下。
該決定很快地影響黎希留號，因為美國此時願意協助改裝該艦。黎希留號後方兩座彈射器、37公釐口徑高射砲、13.2公釐口徑重機槍預計在改裝時移除。1943年1月30日，黎希留號與蒙卡爾姆號離開達喀爾，並在2月11日抵達紐約紐約海軍造船廠。然而此時黎希留號領導人員仍對1940年的戰爭片段有著強烈記憶；當黎希留號在紐約展示期間，夏爾·戴高樂代替阿德里安·蒂歇尔於台上致詞表示自由法國在接下來年仍持續不停地對敵人戰鬥時，德拉蒙艦長當場直接從正面看台離席。

### 同盟國時期

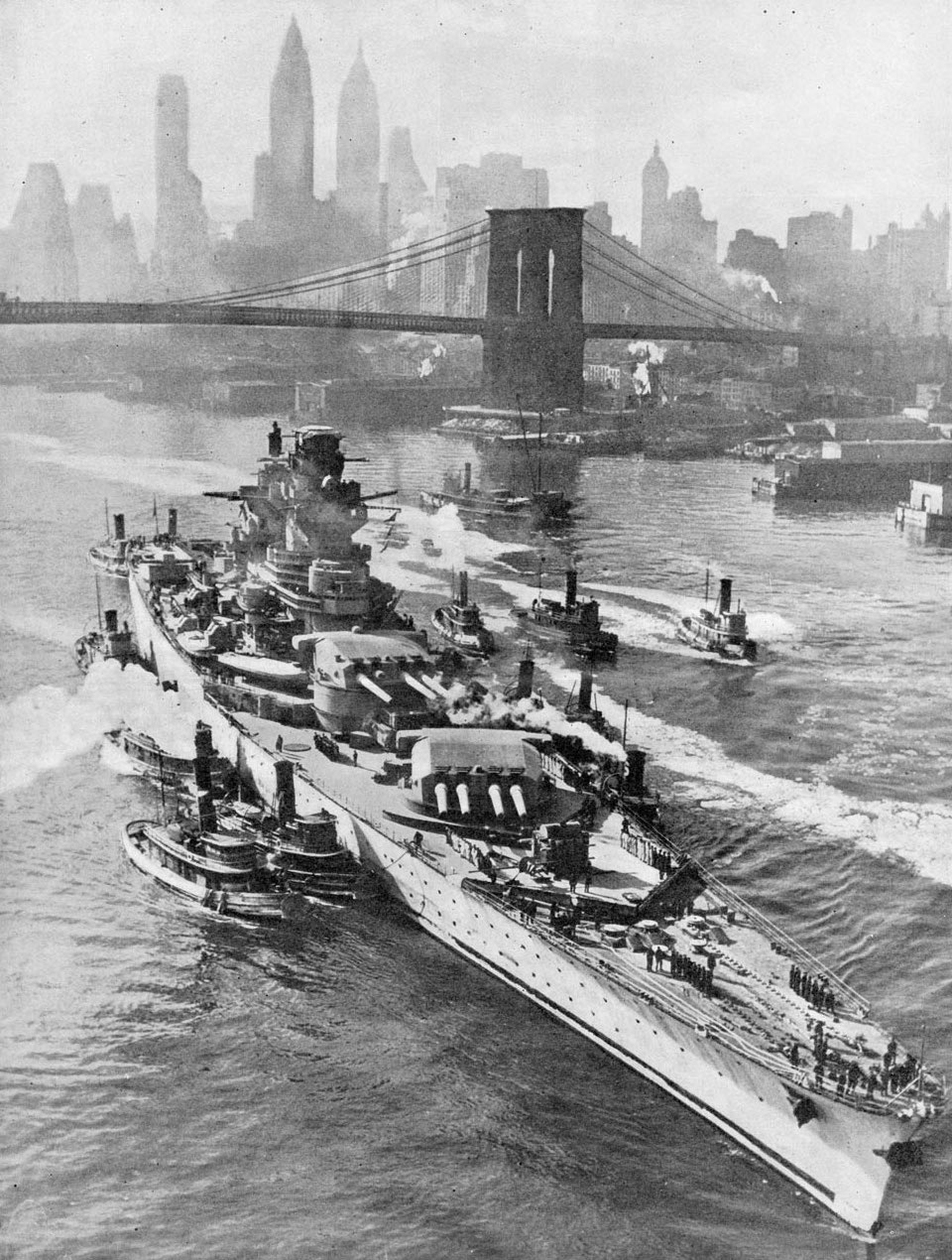
黎希留號帶著受損的砲塔抵達紐約，為了能通過布魯克林大橋，前船樓最上方的射控系統必須被移除。

#### 紐約改裝
1943年4月，蘭伯特（Lambert）接替德拉蒙的職務，成為新任黎希留號艦長。
由於在非洲熱帶海域兩年半並且沒有停靠於碼頭，使得黎希留號迫切需要到船廠進行檢修。在紐約海軍造船廠期間，因英國空襲而造成受損的船體部分開始修復，變形的右舷外側軸被拉直，內側軸則換成伯利恆鋼鐵製造並在6月交付的新品。
黎希留號主砲塔三座受損的砲管則是將同型艦讓·巴爾號主砲塔上使用的砲管拆卸下來並取代之，而讓·巴爾號最後一門砲管則於達爾格倫射擊場當試驗品。然而，黎希留號上的主炮彈藥仍嚴重不足，這是因為在1943年3月最後一次補給時，黎希留號只帶407發穿甲彈，比原先設計時預設832發攜帶量還要少，此時該艦無法從被佔領的法國本土補給彈藥，而美國海軍戰艦普遍非使用380公厘口徑主砲，也無法補給砲彈給黎希留號。
最初主砲砲彈不足問題，預計以艦上使用的法製砲彈為樣本，在美國生產930輪砲彈。新生產的砲彈為380公釐口徑被帽半穿甲彈1943年型，砲彈長度1.882公尺、884公斤重，其內部設計類似於當時美國海軍使用的356公釐砲彈；但實戰中，美製的MC420型火藥粉末(也稱作SPD火藥，化學成分是99.5%硝化纖維、0.5%二苯胺，因此容易出現燃燒不完全而出現火藥殘渣阻塞燃燒室的情況)在射擊時經常濺出至燃燒室，因而須經常清理，這使得砲塔須因清潔火藥粉末而經常性停止作業。
152公釐副砲在這次改裝時徹底檢修，檢查後確認美國海軍布魯克林號或其相似地輕巡洋艦所使用的砲彈適合給黎希留號上的152公釐副砲使用，這是因為這些美國巡洋艦所配備的是152公厘/47倍口徑Mark 16型火炮。美國海軍152公釐火炮使用的穿甲彈重58.8公斤，高爆彈則重48公斤，該砲彈在法國海軍登記為152公釐OPf Mle 1943年型，用於水面反艦，而OEA Mle 1943年型用於防空。
短程高射砲在改裝中被大規模強化，14門波佛斯40公釐高射砲和48挺單裝厄利孔20毫米機炮安裝在艦上，取代原本37公釐半自動高射砲和13.2公釐霍奇克斯M1929重機槍。四分之一數量的波佛斯40公釐高射砲以4門為一組，在分成三組的情況下分別安裝在後甲板以及圍繞在前後船樓旁，另外2門則安裝在第二砲座舷向位置。厄利孔20毫米單裝機炮配置則以9挺為一組，分成2組並安裝在前航空機機庫上方與前甲板破浪器後方。剩餘的20毫米機炮分別安裝在船艛建築、以及第2座與第7座砲塔上。這種各個防空炮設置距離密集的美式配置，在提供彈藥上較為便利。
黎希留號前船樓改裝後只剩下兩組射控系統 ，最上方的射控系統供防空高射砲使用，後船桅則被縮短。艦上另配備空中和水面警報雷達，SF型雷達可對海面進行監視，這種用於小型軍艦的雷達安裝於後船樓桅杆上，SA-2型雷達則用於空中監視，其雷達天線罩安裝於前船樓射控系統之上。關於炮術射控雷達安裝方案，因美國海軍反對而未提供。
該裝後，其排水量增加3,000噸。在切薩皮克灣航海試驗中最大航速可達30.2節後，改裝工程於1943年10月10日宣布完成。

#### 歐洲海域
1943年10月14日，黎希留號駛往凱比爾港與阿爾及爾，並加入英國地中海艦隊。隨著義大利的投降，投降的義大利艦隊被扣留在大苦湖，而地中海海域已經被盟軍掌控，不需要現代化戰艦的戰力。黎希留號接著前往斯卡帕灣，並在11月20日抵達該海域。在那裡，黎希留號加入英國本土艦隊，並隨時監視留在挪威的大型德國軍艦。由於黎希留號缺少炮術雷達，因而沒有參與北角海戰，在那場海戰中，納粹德國的主力艦沙恩霍斯特號於1943年12月26日被擊沉。1944年初，黎希留號上安裝英國製284 P4型炮術雷達。隨後在1944年2月10日至12日間，黎希留號參加挪威北部海岸的驛車喇叭行動（Operation Posthorn），掩護前往攻擊德國海上運輸線的英國本土艦隊航空母艦群。由於英國皇家海軍調遣3艘喬治五世級戰艦對付德國海軍鐵必制號戰艦，黎希留號改為與納爾遜號戰艦參與諾曼地登陸行動中海上艦砲支援任務；但因該艦沒有適用於攻擊陸地目標的高爆彈，最後被指定加入在印度洋的英國遠東艦隊，以頂替正在進行改裝的英國戰艦。

#### 英國遠東艦隊：印度洋海域

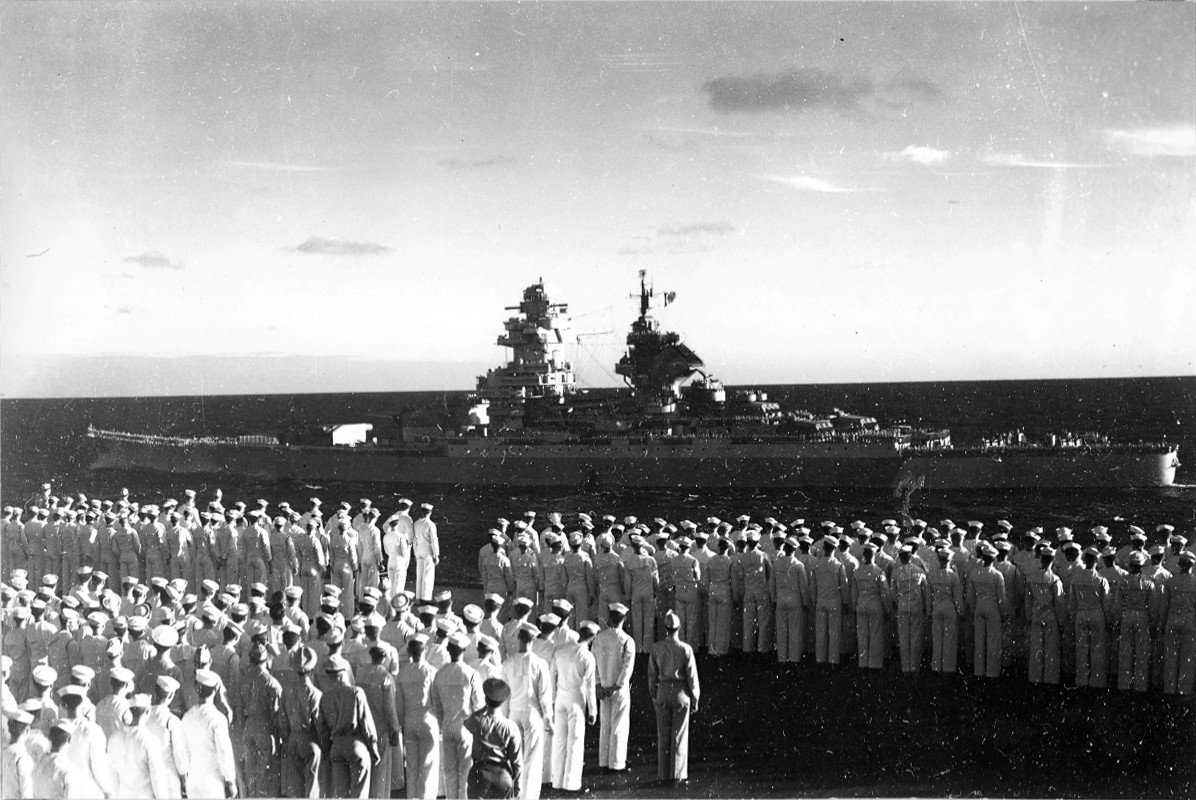
黎希留號與薩拉托加號於印度洋並肩航行，其船員們在飛行甲板上遠望黎希留號。薩拉托加號於1944年5月18日離開印度洋，前往太平洋。

1944年4月10日，黎希留號抵達錫蘭亭可馬里，並即時參與4月19日第65特混編隊攻擊沙璜（座艙行動）、泗水（氣窗行動）等任務。在調遣回可倫坡時，東南亞戰區最高總司令路易斯·蒙巴頓前往視察該艦。隨後，黎希留號參與踏板行動（Operation Pedal），掩護空襲安達曼-尼科巴群島布萊爾港的轟炸機群。7月22日，黎希留號參與深紅色行動，前往攻擊沙璜與蘇門答臘。
在這次行動中，美國製的火藥粉末其缺點一一顯現，自5月初新任的艦長梅尔韦耶·迪维尼奥決定接下來作戰使用剩餘的SD21火藥粉末。在實戰時，穿甲彈確實有效地貫穿混凝土結構，然而最後沒有爆炸，並在撞擊地面後埋進地底。為解決此問題，最後決議從英國製造商訂購專門設計的380公釐高爆彈，該砲彈在戰後法國彈藥庫存登記為380公釐OEA 1945年型。
黎希留號接下來與豪號接替，並返回歐洲。在離開法國本土52個月後，黎希留號於1944年10月1日經由阿爾及爾抵達土倫，法國海軍總參謀長安德烈·勒莫尼耶海軍上將登艦歡迎黎希留號回來。由於法國本土船塢多半在戰時損毀，並還未整修完工，黎希留號於是在1944年10月10日航行到卡薩布蘭卡，進行大修。在這段期間，黎希留號更換成新型英國製雷達，前船樓船桅設置Type 281 B型防空預警雷達，Type 285 P型射控雷達與另2組自動火力攻擊裝置（Auto barrage units, ABU）設置在第二指示器旁。新型美國製SG-1型水面監控雷達同時安裝在前船樓船桅上，而原本在紐約安裝較小型的SF型雷達移至司令塔頂上。艦上另裝設FV1型干擾器，以便抵抗德國的弗里茨 X和亨舍爾 Hs 293滑翔炸彈，該類型炸彈曾在1943年9月炸沉義大利羅馬號戰艦，並重創過英國厭戰號戰艦。
1945年1月，黎希留號前往直布羅陀整修，並重新加入英國東印度艦隊對抗日本到戰爭結束為止。1945年3月20日，黎希留號返回亭可馬里。隨後與東印度艦隊第65特混編隊於4月前往沙璜轟炸，並參與翻車魚行動，駛往蘇門答臘巴東砲擊，欺騙敵方空軍的空中攻擊，實質上掩護包括盟軍對南馬來亞海岸空中偵察作業，以準備秋天登陸該地。當日本修復在卡爾尼科巴島與安達曼群島上的軍機場時，因其威脅到在緬甸作戰的盟軍西側，黎希留號因而參與主教行動（Operation Bishop），向兩島實施沿岸射擊。接下來在公爵行動中，黎希留號與坎伯蘭號重巡洋艦試圖攔截前往補給安達曼群島的羽黑號重巡洋艦，然而兩艦在接觸前，羽黑號就被第26號驅逐艦隊擊沉。
1945年7月18日至8月10日間，因為在印度洋航行期間經常排放大量黑煙，黎希留號因而在德爾班針對鍋爐進行大修。8月18日，黎希留號經由迪亞哥·蘇亞雷斯抵達亭可馬里，而日本卻在8月15日時就已經投降。9月5日，黎希留號離開亭可馬里，並參與泰德雷斯行動，駛往新加坡。當黎希留號在9月9日航行在馬六甲海峽航線時，於7:44時右舷遭水雷炸出17（19碼）裂縫，最後在9月11日中午才抵達新加坡。
在停靠港口後，黎希留號艦長下船與菲利普·勒克萊爾將軍一同參與9月12日板垣征四郎在新加坡對路易斯·蒙巴頓的投降典禮。

### 戰後

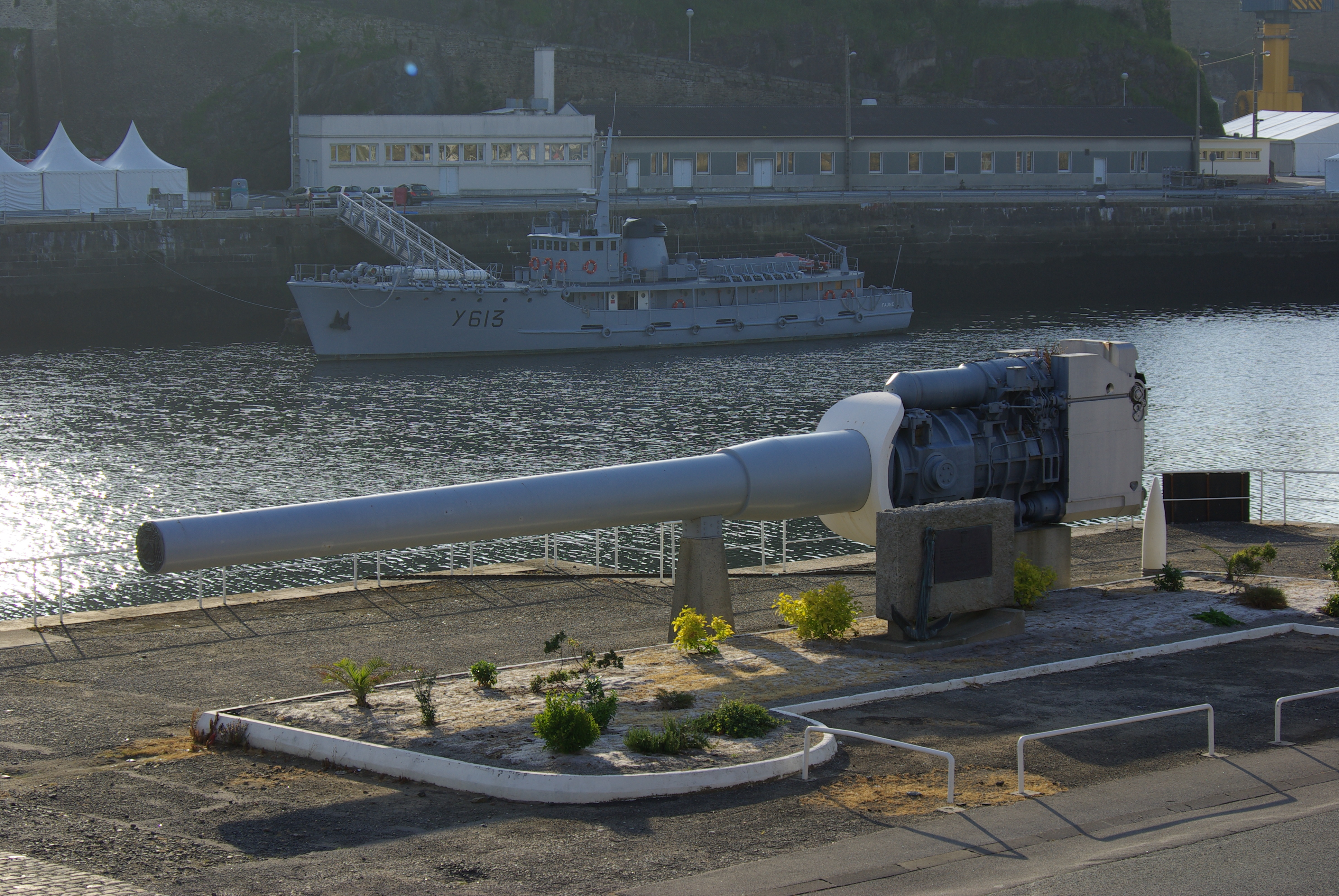
一具從黎希留號380厘米口徑主砲拆卸下來的砲管，並展示在布雷斯特庞费勒河岸上。

日本投降後，在1945年最後4個月期間，黎希留號運送法國海軍陸戰槍兵及武器補給至法屬印度支那芽莊市。當黎希留號準備離開法屬印度支那返回法國時，船員們收到來自印度支那的菲利普·勒克萊爾祝賀。1945年12月29日，黎希留號準備返回法國本土，並在隔年2月11日抵達土倫。
黎希留號在戰後和平時期成為一艘經典戰艦。訓練時期與阿爾羅芒謝萊班號航空母艦輪流交替作業，並在1946年訪問葡萄牙，以及在1947年載著法國總統前往訪問法屬西非。
1947年到1948年間，黎希留號成為法國干預艦隊（Force d'Intervention）旗艦，該艦隊由戰艦黎希留號、巡洋艦、以及航空母艦阿爾羅芒謝萊班號組成，賈克喬札（Jaujard）中將擔任該艦隊指揮官。由於該艦的指揮室過於陳舊，無法勝任完成任務，因而在艦上配備一新的通訊中心和戰情中心。
在與英國東印度艦隊艦砲射擊時表明，黎希留號的主炮在發射時，同一座砲塔的兩側砲管因發射初始時間不一而導致砲散距離較大。為解決此問題，艦上的主砲砲管在1948年3月於瑟堡安裝減速裝置，當砲彈發射初始時間延遲60毫秒時，砲彈之間距離相當於50米（160英尺），使砲散距離比原本減少三分之二，這在1948年5月於凱比爾港測時已獲得證明。
裝設在黎希留號上的100公釐口徑高射砲，其射速與射控系統在1940年代末期急需升級，以因應新型戰機襲擊。1949年，一項用德製10.5公釐口徑雙聯裝SKC 33型防空炮或原讓·巴爾號上的100公釐口徑1945年型CAD替換黎希留號上1931年型CAD的提議被提出來。然而這些砲架都是雙聯裝的，其重量約26.6或27噸，而原本的防空炮卻只有約13噸重，為了保持戰艦浮力，黎希留號可能需要改裝以便適合更新至雙聯裝防空炮。然而，由於當時經濟限制，該計畫被推遲。
在1951年於土倫維護時，黎希留號上380公釐4主砲第二砲塔被移除，主要武器由第一砲塔取代，而第一砲塔的380公釐口徑火炮其中三座也更換成最新的，這些更新的火炮在1940年前完成，原預計裝置在讓·巴爾號上，在納粹德國佔領下被拿去用在挪威與諾曼第海防工事上，還有一門被克虜伯移至德國梅彭火炮試驗場進行測試。152公釐口徑副砲軸向砲塔更新為加拿大製的新品。
1952年的改裝實驗中，黎希留號最後一次使用380公釐口徑火炮射擊。黎希留號在實驗後在土倫被指派為砲擊訓練船，並掛載著地中海軍學校艦隊的旗艦軍旗。1954年，用於380公釐口徑火炮的英製射控雷達被替換，新的雷達為法國建造的DBRC10A型雷達，該雷達為訓練用，並在1951年安裝在讓·巴爾號上。
1955年10月，讓·巴爾號取代黎希留號成為海軍學校南方艦隊的旗艦。1956年1月30日，黎希留號在服役最後一段時間裡，與讓·巴爾號一同參與演習數小時，隨後黎希留號停靠在布雷斯特港內。從1956年5月25日起，黎希留號在布雷斯特當作艦隊訓練用居住船，並於1958年轉為後備役。1968年1月16日，黎希留號被更名為Q432號艦。1968年9月，黎希留號於義大利熱那亞聖瑪麗亞造船公司（Cantieri Navali Santa Maria）被拆解，其一門380公釐口徑火炮於布雷斯特港展示。

## 後世創作
- 2019年12月1日，黎塞留做為八階科研船登場於戰艦世界的0.7.2的版本[86]。

## 註解
1. ↑  世界各國最重的海軍砲塔分別依序為日本大和級的460-（18.1-英寸）口徑三聯裝砲塔（2,774公噸（2,730長噸））[13]；美國愛荷華級的三連裝砲塔（1,704-長噸（1,731-公噸））[14]；英國納爾遜級的406-（16.0-英寸）口徑三聯裝砲塔（1,568長噸（1,593公噸））；英國的喬治五世級的356-（14.0-英寸）口徑三聯裝砲塔（1,550長噸（1,575公噸））。[15]
2. ↑  當時世界各戰艦火炮重量：日本大和級為181公噸（178長噸）[13]；英國納爾遜級為130公噸（128長噸）[15]；日本長門級為112公噸（110長噸）[13]；德國俾斯麥級為109公噸（107長噸）[16]；美國愛荷華級為107長噸（109公噸）[14]；義大利維托里奧·維內托級戰艦為102公噸（100長噸）[12]；英國伊莉莎白女王級為97長噸（99公噸）；英國喬治五世級為80長噸（81公噸）。[15]
3. ↑  黎希留號使用黃色，讓·巴爾號使用橘色。
4. ↑  無線電-電子船舶偵測器水面控制型（Détection Radio-électrique Bâtiment de surface Controle，DBRC）

## 註腳
1. ↑  Macintyre 1967，第76頁.
2. ↑  Lenton 1966，第8頁.
3. ↑  Breyer 1973，第286頁.
4. ↑  Breyer 1973，第433頁.
5. ↑  Breyer 1973，第79頁.
6. ↑  Giorgerini & Nani 1973，第320頁.
7. ↑  Dumas 2001c，第17頁.
8. ↑  Giorgerini & Nani 1973，第37–39頁.
9. ↑  Breyer 1973，第80頁.
10. ↑  Jordan & Dumas 2009，第95頁.
11. 1 2  Breyer 1973，第415頁.
12. 1 2  Breyer 1973，第369頁.
13. 1 2 3  Breyer 1973，第327頁.
14. 1 2 3  Breyer 1973，第189頁.
15. 1 2 3 4  Breyer 1973，第106頁.
16. ↑  Breyer 1973，第257頁.
17. ↑  Lepotier 1967，第81–83頁.
18. ↑  Dumas 2001，第102頁.
19. ↑  Jordan & Dumas 2009，第184頁.
20. ↑  Lenton 1972，第52頁.
21. ↑  Jordan & Dumas 2009，第97頁.
22. ↑  Giorgerini & Nani 1973，第327頁.
23. ↑  Lenton 1966，第47頁.
24. ↑  Jordan & Dumas 2009，第109–111頁.
25. ↑  Dumas 2001b，第10頁.
26. ↑  Jordan & Dumas 2009，第111–116頁.
27. ↑  Jordan & Dumas 2009，第116頁.
28. ↑  Jordan & Dumas 2009，第117頁.
29. ↑  Lepotier 1969，第74 and 90–91頁.
30. ↑  Le Masson 1969，第75頁.
31. ↑  Jordan & Dumas 2009，第50 and 117頁.
32. ↑  Jordan & Dumas 2009，第118頁.
33. ↑  Dumas 2001b，第25頁.
34. ↑  Jordan & Dumas 2009，第117–120頁.
35. ↑  Breyer 1973，第435頁.
36. ↑  Dumas, Richelieu 2001，第49頁.
37. ↑  Lepotier 1967，第49頁.
38. ↑  Dumas 2001b，第45頁.
39. ↑  Lepotier 1967，第39–49頁.
40. ↑  Jordan & Dumas 2009，第122–125頁.
41. ↑  Jordan & Dumas 2009，第126頁.
42. ↑  Lepotier 1967，第74頁.
43. ↑  Jordan & Dumas 2009，第127頁.
44. ↑  Dumas 2001b，第68頁.
45. ↑  Lepotier 1967，第76頁.
46. ↑  Dumas, Richelieu 2001，第62–67頁.
47. ↑  Lepotier 1967，第79–84頁.
48. ↑  Dumas 2001b，第49頁.
49. ↑  Dumas 2001b，第77–78頁.
50. 1 2  Jordan & Dumas 2009，第149頁.
51. 1 2  Jordan & Dumas 2009，第125頁.
52. ↑  Dumas 2001b，第34, p.50頁.
53. 1 2  Dumas 2001b，第37頁.
54. ↑  Dumas 2001b，第50頁.
55. ↑  Cointet 2005，第316–317頁.
56. 1 2  Jordan & Dumas 2009，第186–187頁.
57. ↑  Dumas 2001b，第37–40頁.
58. ↑  Lepotier 1967，第171–174頁.
59. ↑  Jordan & Dumas 2008，第181頁.
60. ↑  Lepotier 1967，第195-217頁.
61. ↑  Dumas 2001b，第36–41頁.
62. ↑  Dumas 2001b，第40 et 51頁.
63. ↑  Jordan & Dumas 2009，第190頁.
64. ↑  Jordan & Dumas 2009，第192頁.
65. ↑  Jordan & Dumas 2009，第193頁.
66. ↑  Lepotier 1967，第204–205頁.
67. ↑  Lepotier 1967，第206–207頁.
68. ↑  Lepotier 1967，第209–214頁.
69. 1 2  Jordan & Dumas 2009，第195–197頁.
70. ↑  Lepotier 1967，第217頁.
71. ↑  Lepotier 1967，第195–217頁.
72. ↑  Jordan & Dumas 2009，第198–199頁.
73. ↑  Sarnet & Le Vaillant 1997，第325頁.
74. ↑  Sarnet & Le Vaillant 1997，第329頁.
75. ↑  Sarnet & Le Vaillant 1997，第330頁.
76. ↑  Sarnet & Le Vaillant 1997，第331–334頁.
77. ↑  Lepotier 1967，第237–250頁.
78. ↑  Dumas 2001b，第50–54頁.
79. ↑  Lepotier 1967，第285–289頁.
80. ↑  Lepotier 1967，第315–318頁.
81. ↑  Jordan & Dumas 2009，第204頁.
82. ↑  Dumas 2001b，第43 and 74頁.
83. ↑  Jordan & Dumas 2009，第205頁.
84. ↑  Dumas 2001b，第43頁.
85. ↑  Dumas 2001b，第60頁.
86. ↑  . wiki.wargaming.net.   [2022-07-12]. （原始内容存档于2022-07-14）.